# Münnich (Adelsgeschlecht)

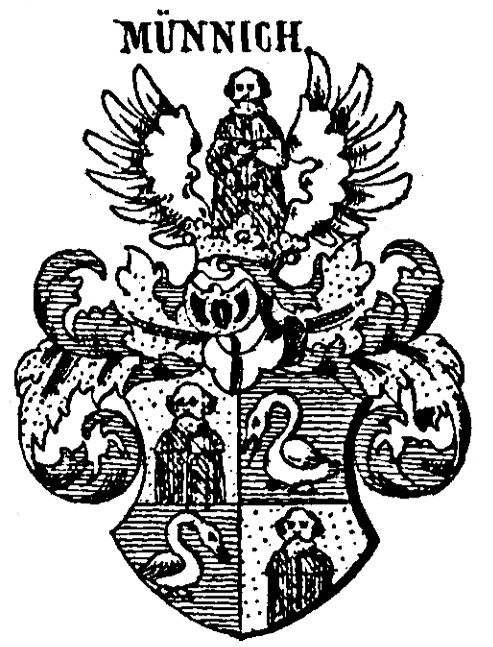
Wappen derer von Münnich (1697)

Münnich ist der Name eines oldenburgischen Adelsgeschlechts, das späterhin vor allem in Russland zu großem Ansehen gelangte.
Die Familie ist von den westfälisch-niedersächsischen Münch/Münnich und den westfälischen Monnich/Münnich zu unterscheiden sowie von den Basler Münch, den thüringischen Münch oder den aus Frankfurt am Main stammenden Münch.

## Geschichte
Die Münnich stammen aus dem Stedinger Land. Die Stammreihe des Geschlechts beginnt mit Hermann Mönnich († 1617)
Anton Günther Mönnich (1650–1721), Urenkel des erstgenannten, wurde 1688, sein älterer Bruder Johann Dierich Mönnich erst 1697, von König Christian V. von Dänemark nobilitiert und erhielt bei der Gelegenheit ebenfalls eine Wappenbesserung. Kaiser Leopold I. bestätigte beiden 1702 den Adelstand und das Wappen.
Der älteste Sohn, Johann Rudolf von Münnich (1678–1730) verblieb, wie zunächst der jüngste, Christian Wilhelm von Münnich (1686–1768), im Oldenburgischen. Mit dem mittleren Sohn, Burkhard Christoph von Münnich (1683–1767), dem der jüngere Bruder 1731 nachfolgte, verpflanzte sich das Geschlecht nach Russland. Burkhard wurde dort 1728 in den russischen Grafenstand gehoben, was wiederum 1741 in Dresden die Anerkennung und Bestätigung für das Deutsche Reich als Münnich von Wartenberg fand. Er war in den Jahren 1741 und 1762/63 Inhaber der Freien Standesherrschaft Wartenberg in Niederschlesien. Sein Geschlecht wurde 1732 sowohl bei der Estländischen Ritterschaft (Nr. 253) als auch 1747 bei der Livländischen Ritterschaft (Nr. 127) immatrikuliert.

## Wappen
Blasonierung des StammwappensIn Silber ein freistehender, rechtsblickender Mönch, welcher mit zum Gebet gefalteten Händen einen Rosenkranz hält. Auf dem Helm mit schwarz-silbernen Decken der Mönch.
Blasonierung des Wappens von 1697Geviert. Felder 1 und 4 in Gold, vorwärts gekehrt, barhaupt, ein Mönchsrumpf mit silbernem Haar und Bart in brauner Kutte; Felder 2 und 3 in Blau einwärtsgekehrt und sitzend ein rot-geschnäbelter silberner Schwan (Wappen derer von Nutzhorn). Auf dem gekrönten Helm zwischen einem offenen silbernen Flug der Mönch, hier einen silbernen Rosenkranz betend vor der Brust haltend. Die Helmdecken sind blau-golden.
Blasonierung des Wappens von 1702Wie das Wappen von 1697, vermehrt durch einen aufgelegten goldenen Herzschild, darin ein schwarzer Doppeladler mit Kaiserkrone zwischen den Häuptern.
Blasonierung des gräflich-russischen Wappens von 1728 (Grafen Münnich von Wartenberg)Ein von hermelingefüttertem, goldbefranzten, blauen aus goldener Grafenkrone herabwallenden Wappenmantel umgebener, gevierter Schild, mit goldenem Mittelschild, darin ein auf jedem Kopf mit einfacher Krone gekrönter schwarzer Doppeladler. Felder 1 und 4 in Gold ein vorwärts gekehrter schwarzgekleideter betender Mönch (ohne Rosenkranz); Felder 2 und 3 in Blau einwärtsgekehrt ein rotbewehrter silberner Schwan. Auf dem gekrönten Helm ein wachsender Mönch wie in Feld 1, hier mit den Armen einen silbernen Rosenkranz betend vor sich haltend zwischen offenem silbernen Flug. Die Helmdecken sind blau-golden.
Blasonierung des reichsgräflichen Wappens gemäß Diplom von 1741Gespalten und zweimal geteilt (6 Felder) mit aufgelegtem, gräflich-gekröntem silbernem Herzschild, darin auf grünem Boden, vorwärtsgekehrt stehend, ein ganzer, schwarz gekleideter Mönch, mit einem Rosenkranz in den vor der Brust gefalteten Händen, und einer zwischen Feld 5 und 6 eingepfropften, eingebogenen, purpurnen, schwarz-gemauerten Spitze, darin eine wachsende, von zwei silbernen Schlangen umwundene, oben mit gekröntem Januskopf besetzte goldene Säule. In Feld 1 in Blau ein einwärtsgekehrt stehender silberner Schwan (erloschene von Nutzhorn); in Feld 2 in Silber zwei gestürzte rote Sparren; in den Feldern 3 und 4 in Gold ein halber gekrönten schwarzen Adlers am Spalt, je mit goldenem Zepter, der oben mit dem russischen Reichsadler besetzt ist, in der Klaue (Gnadenzeichen); Feld 5 in Silber drei (2:1) rote Schröterhörner; Feld 6 in Blau eine durchgehende, von aufwärtsgekehrtem silbernen Mond überhöhte silberne Zinnenmauer (drei Zinnen). Drei Helme: I. (rot-silbern bewulstet) und III. (gekrönt mit schwarz-silbern-roten Decken) auf hermelingestülptem roten Turnierhut drei türkische silberne Rossschweife an oben mit goldenen Halbmonden versehenen goldenen Stäben. II. (gräflich gekrönt mit schwarz-silbernen Decken) der Mönch des Herzschildes wachsend zwischen zwei silbern-roten Fahnen, an goldenen Spießen, jede Fahne belegt mit aufwärtsgekehrten goldene Monde. Als Schildhalter zwei Ritter mit geschlossenen Visiren, der linke mit drei rot-silbern-schwarzen Helmfedern und über der linken Schulter eine Muskete mit Feuerschloss tragend, der rechte mit goldener Mauerkrone auf dem Helme, in der herabhängenden Rechten einen halb aufgerollten Festungsgrundriss haltend.

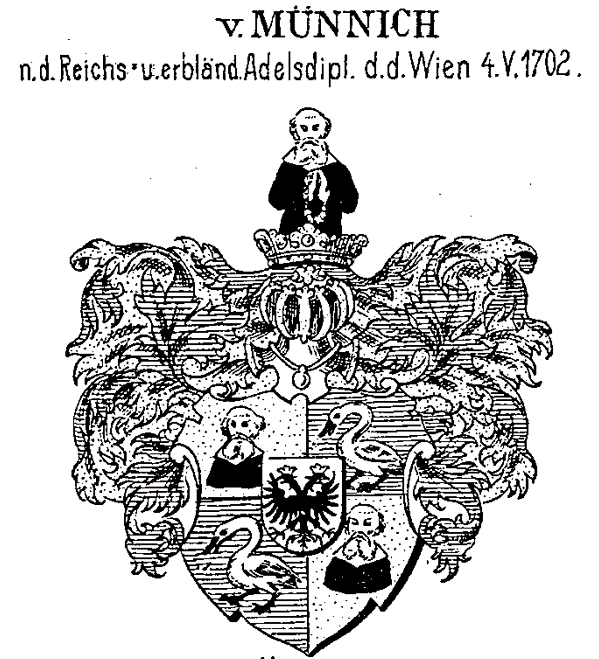
Wappen derer von Münnich (1702) bei Johann Siebmacher
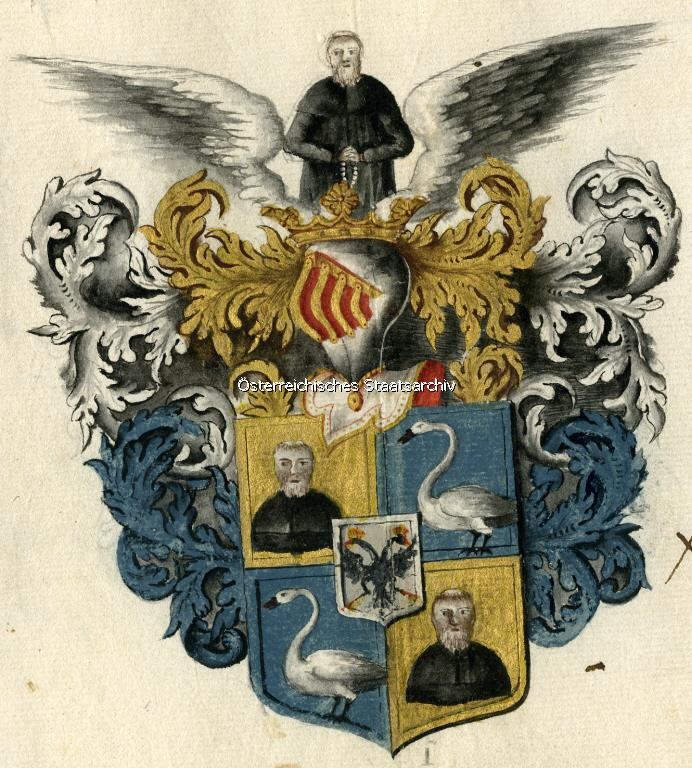
Wappen derer von Münnich mit Herzschild (1702) im Österreichischen Staatsarchiv
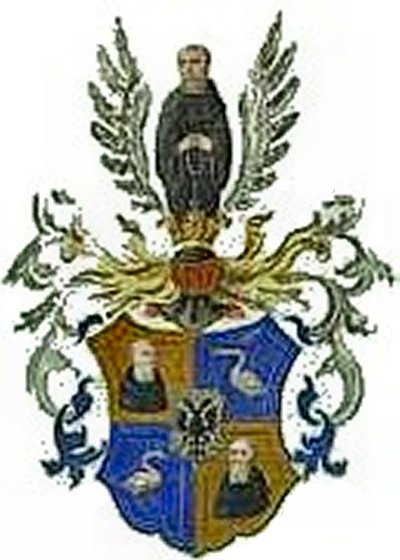
Geviertes Wappen derer von Münnich mit Herzschild (1702)
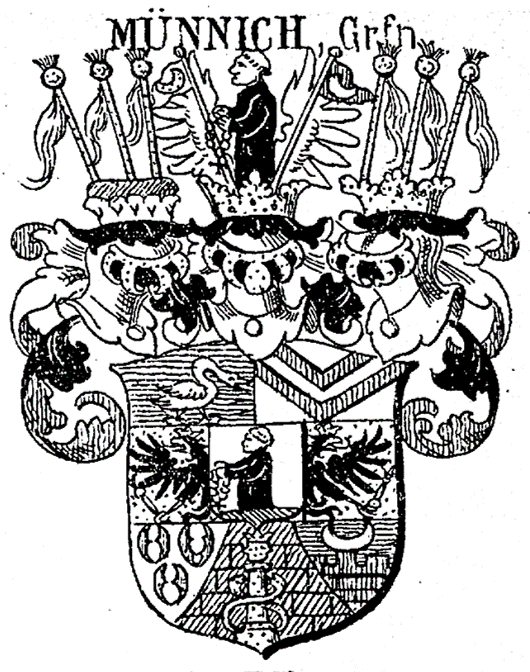
Wappen der Grafen von Münnich (1741) bei Johann Siebmacher
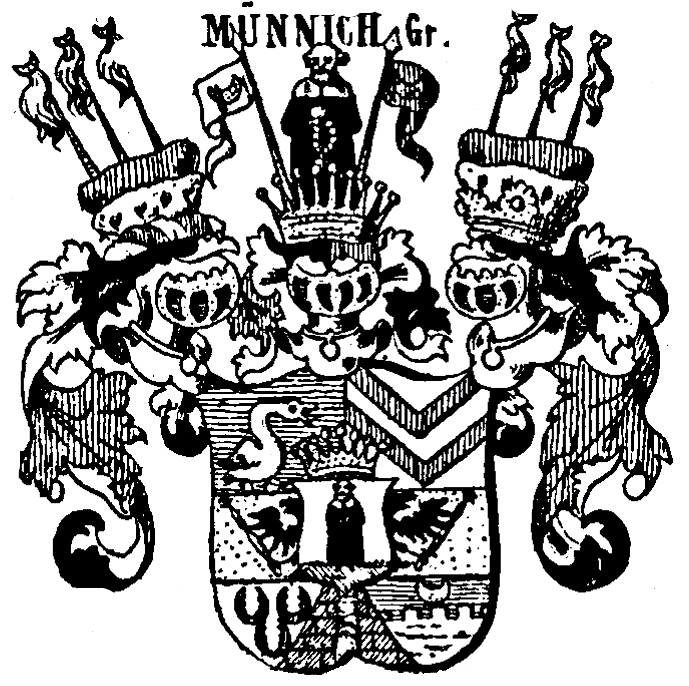
Wappen der Grafen von Münnich (1741) bei Johann Siebmacher
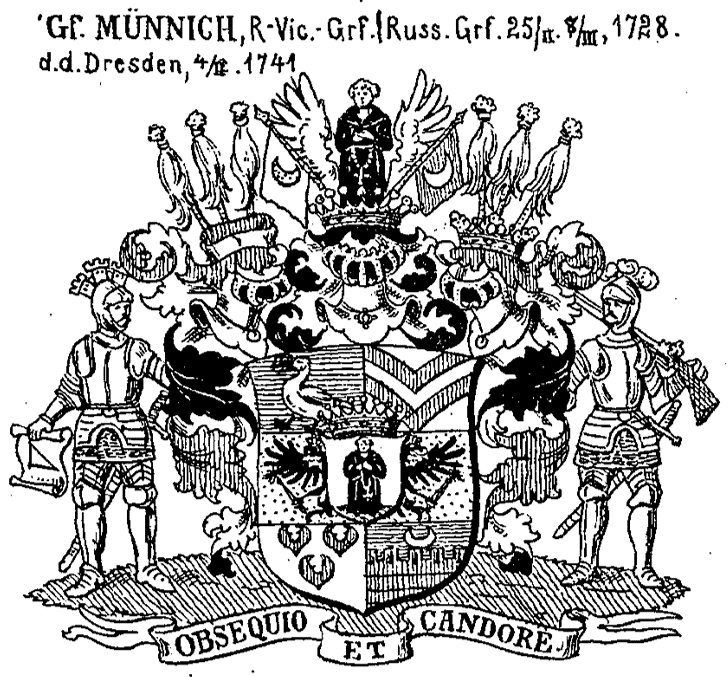
Wappen der Grafen von Münnich (1741) bei Johann Siebmacher
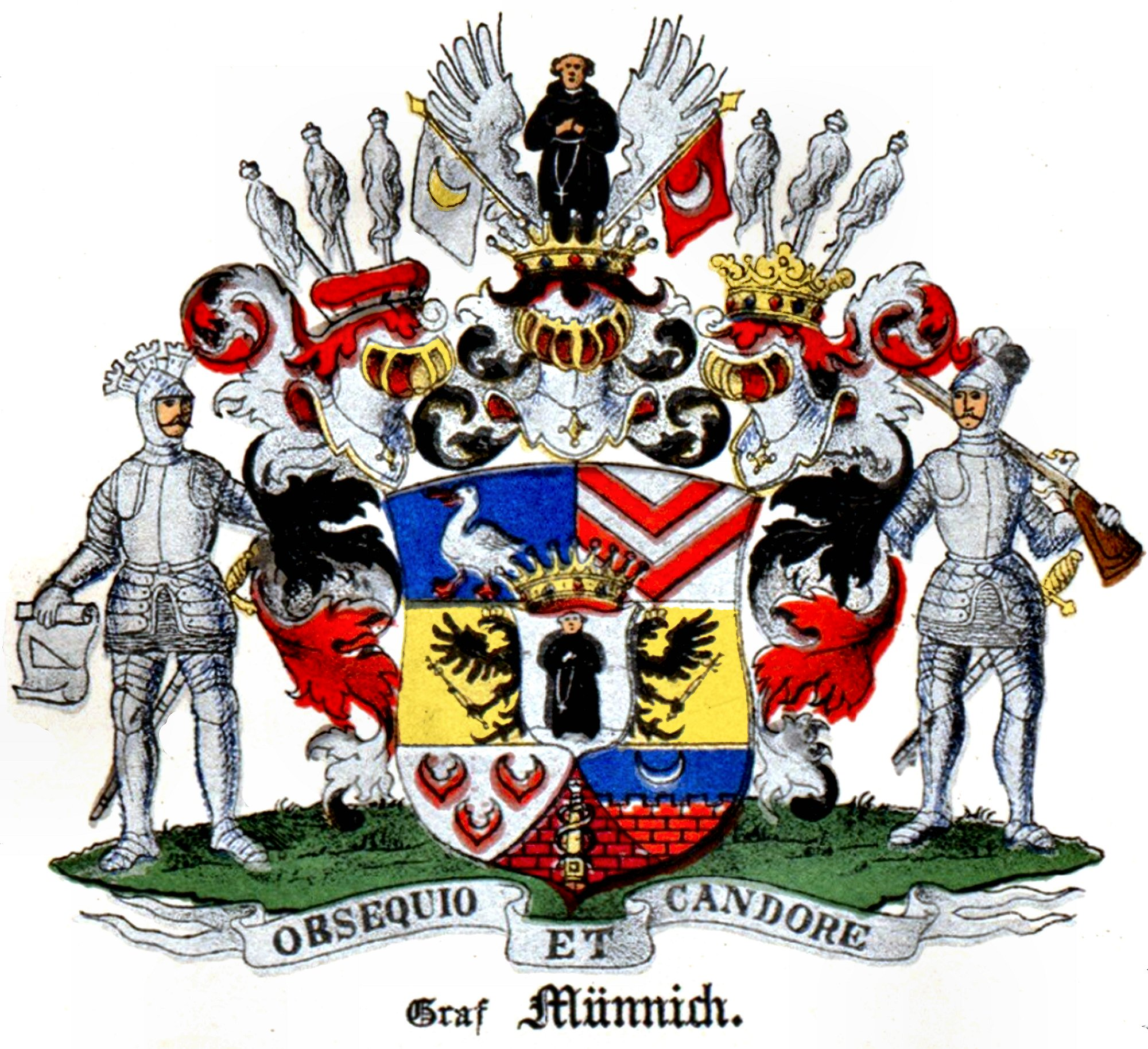
Wappen der russischen Grafen Münnich (1741)

## Bekannte Familienmitglieder
- Anton Günther von Münnich (1650–1721), oldenburgischer Oberdeichgraf
- Johann Rudolf von Münnich (1678–1730), oldenburgischer Deichgraf
- Burkhard Christoph von Münnich (1683–1767), russischer Generalfeldmarschall und Politiker
- Friedrich Franz von Münnich (1788–1870), oldenburgischer Oberkammerherr
- Eduard von Münnich (1837–1897), preußischer General der Infanterie